# 蔣鴻斌
蔣鴻斌（？—？）山东滕县人，清末政治人物。

## 生平
蔣鴻斌是清朝举人。清朝末年，出任山东谘议局议员、资政院议员。